# Cardotia heterodictya
Cardotia heterodictya là một loài Rêu trong họ Dicranaceae. Loài này được (Besch.) Besch. mô tả khoa học đầu tiên năm 1899.